# Миллионщикова, Вера Васильевна
Ве́ра Васи́льевна Миллио́нщикова (6 октября 1942, Ртищево — 21 декабря 2010, Москва) — советский и российский врач, одна из зачинателей паллиативной медицины в России, основатель и главный врач Первого московского хосписа.

## Биография
Родилась 6 октября 1942 года в городе Ртищево. Родственница генерала Краснова по материнской линии. Отец — железнодорожный служащий. С 1944 семья жила в Вильнюсе.
В 1966 окончила медицинский факультет Вильнюсского государственного университета.
Муж — Константин Матвеевич Федермессер (1930—2016), основоположник советской акушерской анестезиологии. Дочь — Анна «Нюта» Федермессер (род. 11 мая 1977), общественный деятель, член центрального штаба Общероссийского народного фронта.
С 1966 по 1982 работала сначала акушером-гинекологом, затем — анестезиологом в Московском институте акушерства и гинекологии. С 1983 — врачом-онкорадиологом в Московском рентгенорадиологическом институте.
Работая онкологом, навещала выписанных домой умирать пациентов, помогала родственникам, рассказывая, как облегчить последние дни умирающего. По словам её дочери Нюты Федермессер: «мама работала в онкологии с очень тяжёлым контингентом, в основном, это были мужчины из не очень благополучных семей. Рак — голова-шея, рак гортани, рак языка, много с алкоголическим анамнезом, много недолюбленных, брошенных, тяжелое было отделение. Она очень сердобольный была человек, как сейчас модно говорить, знала, что такое эмпатия. Она не могла видеть, как их бросает медицина, поняв, что их нельзя вылечить, их выписывают в никуда. Она стала за ними ухаживать».
В начале 1990-х познакомилась с британским журналистом Виктором Зорзой, создателем хосписов в России и по всему миру. В 1994 стала руководителем выездной хосписной службы в Москве, в 1997 открыла хоспис в Москве.
В 2006 году для сбора пожертвований на нужды хосписов был создан фонд «Вера» (www.hospicefund.ru), его возглавила дочь Миллионщиковой Анна Федермессер.
В. В. Миллионщикова неоднократно была отмечена грамотами Департамента здравоохранения города Москвы, Министерства здравоохранения и социального развития Российской Федерации. В 2007 году награждена нагрудным знаком «Отличник здравоохранения».
За пять лет до смерти ей был поставлен диагноз саркоидоз, при котором могут поражаться многие органы и системы, характеризующееся образованием в пораженных тканях очагов воспаления, имеющих форму плотного узелка. Понимая, с чем ей придется столкнуться, тем не менее приходила на работу до самых последних дней. Скончалась 21 декабря 2010 года. Похоронена на Новом Донском кладбище в Москве.